# Rhamphophila sinistra
Rhamphophila sinistra is een tweevleugelige uit de familie steltmuggen (Limoniidae). De soort komt voor in het Australaziatisch gebied.